# Ашна-Хвор (дегестан)
Ашна-Хвор (перс. آشناخور) — дегестан в Ірані, в Центральному бахші, в шагрестані Хомейн остану Марказі. За даними перепису 2006 року, його населення становило 4876 осіб, які проживали у складі 1187 сімей.

## Населені пункти
До складу дегестану входять такі населені пункти:
- Аксабад
- Аліабад
- Ашна-Хвор
- Госейнабад
- Дег-е Нов
- Калье-є Ашна-Хвор
- Кара-Кагріз
- Насрабад
- Нурабад
- Резаабад
- Фараджабад
- Хворзан